# Jonzier-Épagny
Jonzier-Épagny este o comună în departamentul Haute-Savoie din sud-estul Franței. În 2009 avea o populație de 694 de locuitori.

## Evoluția populației
| An        | 1975 | 1982 | 1990 | 1999 | 2006 | 2009 |
| --------- | ---- | ---- | ---- | ---- | ---- | ---- |
| Populație | 248  | 265  | 401  | 511  | 613  | 694  |